# Bulleyia yunnanensis
Bulleyia es un género monotípico que tiene asignada una única especie: Bulleyia yunnanensis de orquídea epifita  . Es originaria de China en Yunan.

## Descripción
Es una orquídea  de tamaño mediano, que prefiere el clima fresco a frío, crece con hábitos epífitas  o litofita con grupos de pseudobulbos un poco ovoides a estrechamente ovoide-elipsoides  que llevan una sola hoja, apical, erecta, linear-lanceolada a lanceolada, cartácea, largamente acuminada, estrechándose gradualmente abajo en un alargado peciolo en la base. Florece en el verano en una inflorescencia terminal, colgante, de 30 a 66 cm  de largo, racemosa, con de 10 a 20 flores con brácteas florales verde rojizo, conduplicadas, que envuelven a la flor.

## Distribución y hábitat
Se encuentra en la cordillera del Himalaya chino, el Himalaya Oriental y Assam, en troncos de árboles y humus de rocas en bosques mixtos contemplados en elevaciones de 1300 a 2500 metros. 

## Taxonomía
El género fue descrito por Rudolf Schlechter y publicado en Notes from the Royal Botanic Garden, Edinburgh 5(24): 108–109, pl. 82. 1912.